# Дубина, Пётр Прокофьевич
Пётр Прокофьевич Дубина (11 января 1909, Рубанка, Черниговская губерния — 24 октября 1995, Чернигов) — красноармеец Рабоче-крестьянской Красной армии, участник Великой Отечественной войны, Герой Советского Союза (1944).

## Биография
Родился 11 января 1909 года в селе Рубанка (ныне — Бахмачский район Черниговской области Украины) в крестьянской семье. В 1921 году окончил начальную школу, после чего работал в отцовском хозяйстве, в колхозе.
В сентябре 1943 года Дубина был призван на службу в Рабоче-крестьянскую Красную армию. С января 1944 года — на фронтах Великой Отечественной войны. Принимал участие в боях на 1-м и 2-м Украинских фронтах. К марту 1944 года красноармеец Пётр Дубина был пулемётчиком мотострелкового батальона 2-й механизированной бригады 5-го механизированного корпуса 6-й танковой армии 2-го Украинского фронта. Отличился во время форсирования Днестра.
20 марта 1944 года Дубина одним из первых в батальоне переправился через Днестр к югу от Могилёв-Подольского. На плацдарме на западном берегу он принял активное участие в отражении 15 контратак противника, уничтожив пулемётным огнём около 350 солдат и офицеров противника.
Указом Президиума Верховного Совета СССР от 13 сентября 1944 года за «мужество и героизм, проявленные при форсировании Днестра и удержании плацдарма на его правом берегу» красноармеец Пётр Дубина был удостоен высокого звания Героя Советского Союза с вручением ордена Ленина и медали «Золотая Звезда» за номером 4298.
После окончания войны Дубина был демобилизован. Проживал в родном селе, работал заведующим фермой, председателем колхоза, бригадиром полеводов. Последние годы жизни провёл в Чернигове. Умер 24 октября 1995 года, похоронен на Яцевском кладбище Чернигова.
Был также награждён орденом Отечественной войны 1-й степени и рядом медалей.